# خط طول 43° غرب
خط طول 43° غرب هو أحد خطوط الطول الجغرافية، والتي تمتد من القطب الشمالي الجغرافي إلى القطب الجنوبي الجغرافي، وحسب التحويل الزمني يتأخر خط طول 43° غرب عن خط غرينتش بساعتين و52 دقيقة.

## من القطب إلى القطب
ينطلق خط طول 43° غرب من القطب الشمالي نحو القطب الجنوبي مرورا بالمناطق التي ترد في الجدول التالي:
| الإحداثيات                         | البلد أو الإقليم أو البحر | ملاحظات |
| ---------------------------------- | ------------------------- | --- |
| 90°0′N 43°0′W / 90.000°N 43.000°W  | المحيط المتجمد الشمالي    | |
| 83°41′N 43°0′W / 83.683°N 43.000°W | بحر لنكولن                | |
| 83°17′N 43°0′W / 83.283°N 43.000°W | جرينلاند                  | Peary Land J.P. Koch Fjord — 82°51′N 43°0′W / 82.850°N 43.000°W Paatusoq — 60°47′N 43°0′W / 60.783°N 43.000°W |
| 60°32′N 43°0′W / 60.533°N 43.000°W | المحيط الأطلسي            | |
| 2°28′S 43°0′W / 2.467°S 43.000°W   | البرازيل                  | مارانهاو بياوي — 5°31′S 43°0′W / 5.517°S 43.000°W Maranhão — 6°7′S 43°0′W / 6.117°S 43.000°W Piauí — 6°45′S 43°0′W / 6.750°S 43.000°W باهيا — 9°25′S 43°0′W / 9.417°S 43.000°W ميناس جرايس — 14°41′S 43°0′W / 14.683°S 43.000°W ريو دي جانيرو (ولاية) — 22°2′S 43°0′W / 22.033°S 43.000°W, passing just east of the city of ريو دي جانيرو (at 22°54′S 43°11′W / 22.900°S 43.183°W) |
| 22°58′S 43°0′W / 22.967°S 43.000°W | المحيط الأطلسي            | |
| 60°0′S 43°0′W / 60.000°S 43.000°W  | المحيط الجنوبي            | |
| 78°7′S 43°0′W / 78.117°S 43.000°W  | القارة القطبية الجنوبية   | المطالب الإقليمية بالقارة القطبية الجنوبية by both الأرجنتين (المقاطعة الأرجنتينية بالقارة القطبية الجنوبية) and المملكة المتحدة (المقاطعة البريطانية بالقارة القطبية الجنوبية) |